# Liste der Kulturdenkmäler in Waigandshain
In der Liste der Kulturdenkmäler in Waigandshain sind alle Kulturdenkmäler der rheinland-pfälzischen Ortsgemeinde Waigandshain aufgeführt. Grundlage ist die Denkmalliste des Landes Rheinland-Pfalz (Stand: 21. Dezember 2021).

## Einzeldenkmäler
| Bezeichnung        | Lage                   | Baujahr                           | Beschreibung                                                                         | Bild                           |
| ------------------ | ---------------------- | --------------------------------- | ------------------------------------------------------------------------------------ | ------------------------------ |
| Rat- und Schulhaus | Hauptstraße 18 Lage    | 1752                              | ehemaliges Rat- und Schulhaus mit Betsaal; Fachwerkbau, teilweise verschiefert, 1752 | Fotos hochladen                |
| Quereinhaus        | Hauptstraße 20 Lage    |                                   | langgestrecktes verschiefertes Fachwerk-Quereinhaus, teilweise massiv                | Fotos hochladen                |
| Backhaus           | Ringstraße 1 Lage      | erste Hälfte des 19. Jahrhunderts | Gemeindebackhaus, wohl aus der ersten Hälfte des 19. Jahrhunderts                    | weitere Bilder Fotos hochladen |
| Quereinhaus        | Wiesenstraße 2 Lage    |                                   | kleines Quereinhaus, verkleidet, wohl Fachwerk                                       | Fotos hochladen                |
| Breitenbachweiher  | südlich des Ortes Lage | vor 1820                          | Stauweiher, vor 1820, siehe auch Breitenbachtalsperre (Waigandshain)                 | weitere Bilder Fotos hochladen |